# 宋双来
宋双来（1926年4月—2016年1月17日），河北武强人，中华人民共和国将领。

## 生平
1937年参加抗日少年先锋队，1940年4月参加革命工作，1941年6月加入中国共产党。中国人民解放军军事学院合成系毕业。曾获独立自由奖章、三级解放勋章，是中共第九届、十届中央委员会候补委员。1988年8月被授予中国人民解放军中将军衔，1992年8月被授予中国人民解放军独立功勋荣誉章，同月离休。
历任战士、班长、连副指导员、连指导员、营副教导员、营教导员、团政治处主任、团政委、师政治部副主任、师副政委、师政委、第六十三军副政委、石家庄陆军学院（原北京军区步兵学校）政委、中国人民解放军军事教育学院政委、南京陆军指挥学院政委。
2016年1月17日因病医治无效在北京逝世，享年90岁。